# Stelio Savante

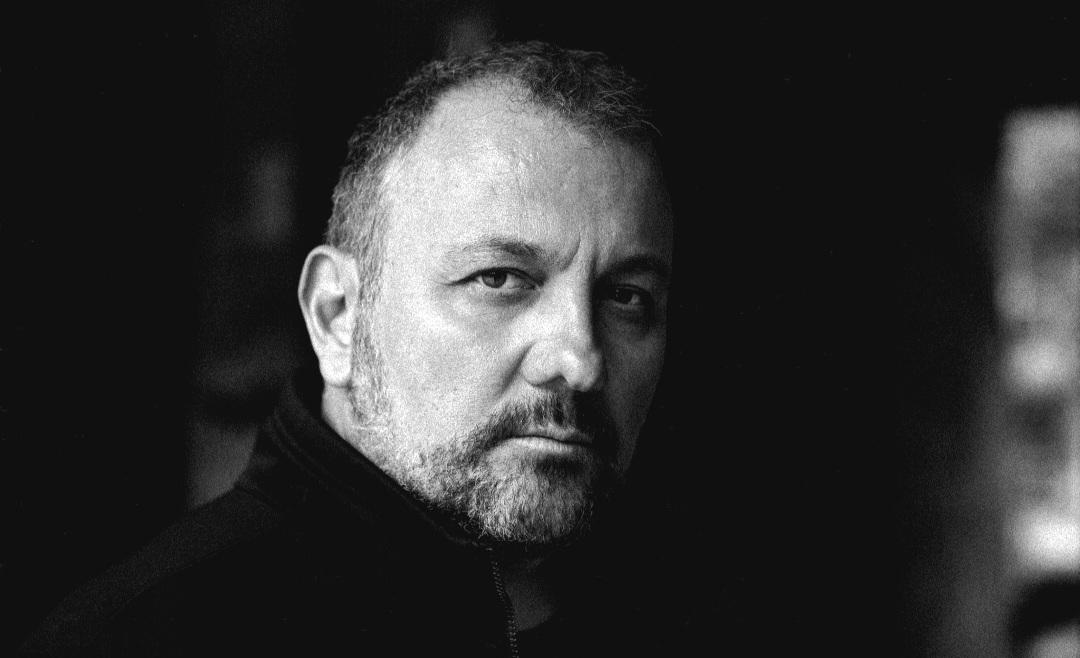
Stelio.Savante.2024

Stelio Savante (* 24. April 1970 in Kapstadt) ist ein südafrikanischer Drehbuchautor, Filmproduzent, Filmschauspieler, Bühnenschauspieler und Fernsehschauspieler.

## Leben
Stelio Savante wurde 1970 in Kapstadt geboren. Er hat griechische, italienische, britische, aschkenasische und anatolische Vorfahren. Er besuchte die Camps Bay High School.
Er sprach fließend Afrikaans und Griechisch und machte seinen Abschluss an der Camps Bay High School. Als ihm die University of West Alabama ein internationales Tennis-Stipendium anbot, immigrierte er von Südafrika in die USA. 1992 zog er erneut nach New York City, um eine Schauspielkarriere zu verfolgen.
1995 bis 1996 war Savante in zwei Folgen der Fernsehserie Late Night with Conan O’Brien erstmals im Fernsehen zu sehen. 1996 folgte sein Spielfilmdebüt in dem Film Close Up. 2006 bis 2007 war er in acht Folgen der Fernsehserie Ugly Betty im Fernsehen zu sehen.

### Privat
Bei Savante wurde 2010 Zöliakie diagnostiziert und er setzt sich lautstark für andere Betroffene ein. Er gab an, dass die Krankheit seine Organe, einschließlich seiner Leber, angegriffen habe. Später wurde bei ihm auch Hashimoto-Thyreoiditis diagnostiziert.

## Filmografie
- 1995–1996: Late Night with Conan O’Brien (Fernsehserie, 2 Folgen)
- 1996: Close Up
- 1998: The Jim Breuer Show (Fernsehserie, Folge 1x03)
- 2000: Die Sopranos (The Sopranos, Fernsehserie, Folge 2x08 Schenken macht Freude)
- 2000: Astoria
- 2000: Red Lipstick
- 2000: Springfield Story (The Guiding Light, Fernsehserie, 2 Folgen)
- 2000: Manhattan Chase
- 2001: A Beautiful Mind – Genie und Wahnsinn (A Beautiful Mind)
- 2004: All My Children (Fernsehserie, 7 Folgen)
- 2005: Law & Order: Special Victims Unit (Fernsehserie, Folge 6x20 Familienehre)
- 2005: Criminal Intent – Verbrechen im Visier (Law & Order: Criminal Intent, Fernsehserie, Folge 5x04 Verwechslungsopfer)
- 2005: The Coldest Winter
- 2006: Die Super-Ex (My Super Ex-Girlfriend)
- 2006–2007: Ugly Betty (Fernsehserie, 8 Folgen)
- 2007: Navy CIS (Navy NCIS, Fernsehserie, Folge 5x07 Alte Wunden)
- 2008: Starship Troopers 3: Marauder
- 2008: My Own Worst Enemy: Conspiracy Theory (Fernsehserie, 2 Folgen)
- 2008: Live Fast, Die Young
- 2009: Without a Trace – Spurlos verschwunden (Without a Trace, Fernsehserie, Folge 7x19 Russische Seelen)
- 2009: Solly's Wisdom (Fernsehserie, Folge 1x06)
- 2009: Lost Angel
- 2009: Invictus – Unbezwungen (Invictus)
- 2010: What If … Ein himmlischer Plan (What If...)
- 2010: Zack & Cody an Bord (The Suite Life on Deck, Fernsehserie, Folge 2x28)
- 2010: Corrado
- 2010: Undercovers (Fernsehserie, Folge 1x02)
- 2011: Terminal Kill (Fernsehfilm)
- 2011: A Million Colours
- 2011: 3 Blind Saints
- 2012: Safe House
- 2012: Breakout Kings (Fernsehserie, Folge 2x03)
- 2012: Stealing Roses
- 2012: Poe
- 2013: The Shift
- 2013: Der Junge, der nicht lügen konnte (Jimmy)
- 2013: The Secret Village
- 2013: Awakened
- 2014: Person of Interest (Fernsehserie, Folge 3x14 Provenienz)
- 2014: Finding Hope Now
- 2014: Am Ende aller Straßen (Where the Road Runs Out)
- 2015: Eisenstein in Guanajuato
- 2015: Togetherness (Fernsehserie, Folge 1x08)
- 2015: Windsor
- 2015: American Genius (Miniserie, Folge 1x05)
- 2015: The Making of the Mob (Fernsehserie, 2 Folgen)
- 2016: Leap (Ezra Kemp)
- 2016: Cassidy Way
- 2016: Pacific Standard Time
- 2016: Selling Isobel
- 2017: Media (Fernsehfilm)
- 2017: Death House – Gefangen in der Hölle (Death House)
- 2017: Loveletters – Eine zweite Chance für die Liebe (No Postage Necessary)
- 2017: Odious
- 2018: Avalanche
- 2018: Arrested Development (Fernsehserie, Folge 5x08)
- 2018: Creepy Chronicles (Fernsehserie, Folge 1x04)
- 2018: Running for Grace
- 2018: The Cleaning Lady
- 2018: The Haves and the Have Nots (Fernsehserie, 2 Folgen)
- 2018: Bernie, der Delfin (Bernie the Dolphin)
- 2019: Rapid Eye Movement
- 2019: I Am That Man
- 2019: Infidel
- 2019: The Chosen (Fernsehserie, Folge 1x07)
- 2020: Camp Arrowhead
- 2020: The Penitent Thief
- 2021: Marfa
- 2021: Hunde – Allein zu Haus (Pups Alone)
- 2022: Brut Force
- 2022: BlackWood
- 2022: Pulled from Darkness
- 2022: Find Her
- 2022: What Remains
- 2022: Angry Neighbors
- 2023: Nefarious
- 2023: FBI (Fernsehserie, Folge 5x22 Zerrissen)
- 2023: MobKing
- 2023: Summer of Violence
- 2023: Fresh Kills
- 2023: Captain Fall (Fernsehserie, Folge 1x03, Sprechrolle)
- 2024: Undefiled